# 白鬚神社
35°16′28″N 136°00′40″E / 35.27444°N 136.01111°E
白鬚神社（日语：白鬚神社）是位在日本滋賀縣高島市的神社。為國史見在社、舊社格為縣社。日本全國約300座白鬚神社・白髭神社之總本社。
以沖島為背景，如同浮在琵琶湖畔的鳥居，所以也被稱作「近江之嚴島」。

## 祭神
祭祀猿田彥大神。祭神在人格化之際，成為白髪的老人，也以此作為社名。又因為社名，作為長壽之神而廣為人知，也成為謠曲『白鬚』的舞台。

## 關連項目
- 椿大神社
- 都波岐奈加等神社
- 猿田彥神社

## 外部連結
- 白鬚神社 （页面存档备份，存于）